# Alexandra Völker

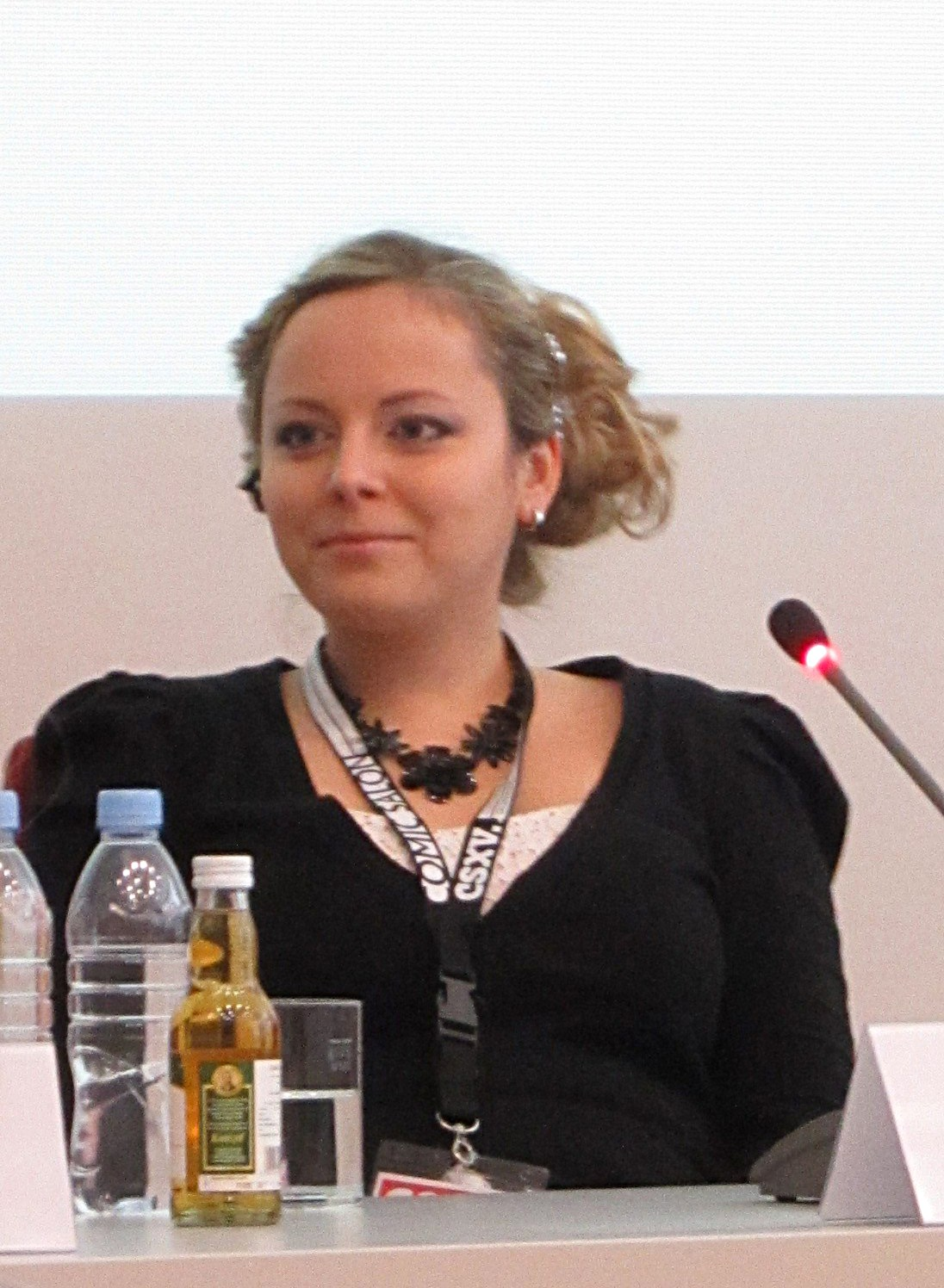
Alexandra Völker auf dem Comic-Salon Erlangen 2012

Alexandra Völker (* 12. Juli 1986) ist eine deutsche Comiczeichnerin, die im Manga-Stil zeichnet. 

## Werdegang
Seit ihrem 14. Lebensjahr zeichnete Völker Karikaturen für die Tageszeitung Westfalenpost. Im Jahr 2004 nahm sie am Zeichenwettbewerb Connichi Doujinshi Wettbewerb in Köln teil und gewann den zweiten Platz. Daraufhin nahm sie der Verlag Egmont Manga und Anime unter Vertrag. 2005 erschien ihr erstes Werk, Catwalk, das sie noch während ihrer Schulzeit zeichnete. Ein Jahr später erschien der zweite Band. 
Bald darauf wurde sie vom Carlsen Verlag abgeworben und veröffentlichte 2007 die Kurzgeschichte Make a Date in der Chibi-Manga-Reihe von Carlsen. 
Im Juli 2008 erschien bei Egmont Manga und Anime ihr neuestes Werk Paris in einem Band. Dieses führt die Handlung von Catwalk fort. Ihr neuester Oneshot Dark Magic ist März 2010 erschienen.

## Stil
Der Zeichenstil von Völker ist stark von Mangas beeinflusst, aber auch von Karikaturen. So verwendet sie starke Konturen und schattiert komplett mit Tusche. Sie versucht Haare so menschlich wie möglich zu zeichnen und legt viel Wert auf ausgefallene Kleidung.

## Catwalk
Catwalk handelt von einem Albino-Mädchen, das durch Zufall eine Karriere als Model beginnt. Dabei geht es vor allem um die Schattenseiten den Modelberufs und den Umgang mit dem eigenen Äußeren. Für den Entwurf der Kleidung der Hauptcharaktere hat Völker die angehende Modedesignerin Sabrina Doemlang engagiert. Der Manga ist mit zwei Bänden abgeschlossen. Das Werk wurde auch als Hörspiel umgesetzt.